# 하인리히 뵐플린

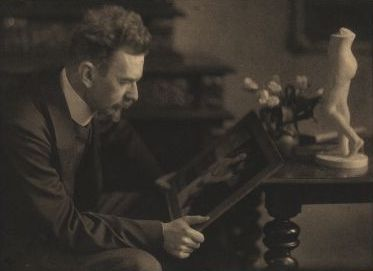

하인리히 뵐플린(독일어: Heinrich Wölfflin, 1864년 6월 21일 - 1945년 7월 19일)은 현재 스위스 취리히주의 주도인 빈터투어에서 태어난 미술사가로서 현대의 유행이나 풍조에 유관한 작풍론을 확립하였다. 부친 에드워드 뵐플린은 대학교수이자 라틴어 학자였다. 학창 시절에 하인리히 뵐플린은 부친인 에드워드 뵐플린이 소개한 덕분에 야코프 크리스토프 부르크하르트를 사사로이 만나 친하게 사사하였다. 대학 졸업 후 22세에 학위 논문 「건축 심리학 서설」을 집필하였다. 이태리 건축을 계속 연구하고 1893년 야코프 크리스토프 부르크하르트의 후임자로서 바젤 대학교에 초청받고서 베를린 훔볼트 대학교와 루트비히 막시밀리안 뮌헨 대학교에서 교수를 역임하였다. 1915년에 대표작 『미술사의 기초 개념』을 간행하였다. 1924년 고국 스위스 취리히에 있는 취리히 대학교로 옮겼다. 1945년 7월 스위스 취리히에서 죽었다.

## 미술사의 기초 개념
1915년에 출간된 『Kunstgeschichtliche Grundbegriffe(미술사의 기초 개념)』은 하인리히 뵐플린의 주저로서 16 세기에서 17 세기 미술사를 르네상스(고전주의) 양식과 바로크 양식의 대비에 특징 부여. 하인리히 뵐플린 작풍을 개인의 단순한 지향과 시대 배경을 설명하지 않고 양식의 변천을 인간 정신의 발전으로 파악하여 고전주의 바로크의 대비를 표현 방식 선 상태/평면/폐쇄된 형식/다수성/명료성에 의거하여 설명하였다.
- 선 상태 – 회화 상태
- 평면 - 심오
- 폐쇄된 형식 – 열린 형식
- 다수성 - 통일성
- 명료성 – 불명료성

대체로 고전주의는 명료한 모양이 있고 각부가 독립하면서 전체에 질서를 부여 가능하다. 바로크에서 변화/운동을 볼 수 있어 각부는 전체 주제에 종속하며, 이런 표현 방식 변천을 16 세기에서 17 세기뿐만 아니라 많은 문화 사상에서도 볼 현상으로서 파악하였다.

## 언역
- 『미술사의 기초 개념』, 박지영 역, 시공사, 1994 .6 .1 , ISBN 9788972590149
- 『뒤러의 예술』, 이기숙 역, 한명출판사, 2002 4 .10 , ISBN 9788989899105
- 『르네상스의 미술』, 안인희 역, 휴머니스트, 2002 5.14, ISBN 9788990135001